# Austroargiolestes isabellae
Austroargiolestes isabellae är en trollsländeart som beskrevs av Günther Theischinger och O'far 1986. Austroargiolestes isabellae ingår i släktet Austroargiolestes, vilken ingår i familjen Megapodagrionidae. Inga underarter finns listade i Catalogue of Life. Arten förekommer runt Sydney i sydöstra Australien och bedömdes 2016 vara livskraftig enligt IUCN. Artens habitat utgörs av våtmarker. De hot arten står inför, nybyggnation och bränder, bedöms ha en begränsad effekt på artens population, men IUCN anser också att mer forskning kring hotbilden och artens population behövs innan en mer precis bedömning av eventuella skyddsåtgärder kan göras. 